# Manuel Maître
Manuel Maître (1925 - 11 mai 2011) est un journaliste québécois.

## Biographie
D’origine champenoise, arrivé à Montréal en 1950, il devient directeur de rédaction à La Patrie, puis au Petit Journal, et plus tard directeur du journal Âge d’or - Vie nouvelle.
Il est un pilier du Mouvement parlons mieux (fondé sous le nom de la Société du bon parler français : SBPF) depuis son arrivée à Montréal. Organisateur doué, virtuose de la communication, il est directeur général de la Société (SBPF), de 1967 à 1996, après en avoir été secrétaire exécutif.
Son épouse, Marthe, est la fille aînée du fondateur de la SBPF, Jules Massé (1902-1951).
Jadis prix d’opéra du conservatoire de Nice, récipiendaire de plusieurs décorations, il commençait tout juste à ralentir, en siégeant (de 2000 à 2007) au Conseil d'administration de la Table de concertation des aînés de l'Île de Montréal et en étant (de 2001 à 2004) l'un des organisateurs du Concours Do-Mi-Sol proposé aux jeunes auteurs, compositeurs et interprètes de la métropole, puis (en 2008) membre du comité d'allocation de fonds, au Québec, de l'Œuvre Léger.
Manuel Maître meurt à Montréal, à 85 ans, le 11 mai 2011.

## Honneurs
- 2008 : Médaille du Lieutenant-gouverneur, pour les aînés[6]